# Steve Williamson
Steve Williamson (Londen, 28 juni 1964) is een Britse jazzmuzikant (saxofoon, toetsen) en componist.

## Biografie
Williamson begon pas op 16-jarige leeftijd saxofoon te spelen en verzamelde zijn eerste ervaringen in reggaebands. In 1984 en 1985 voltooide hij een studie aan de Guildhall School of Music and Drama. Vervolgens werkte hij overwegend met eigen bands. Naar aanleiding van het Open Air festival ter gelegenheid van de verjaardag van Nelson Mandela in 1988 trad hij samen op met Courtney Pine in het Wembley Stadium, daarna met Art Blakey bij Ronnie Scott. In hetzelfde jaar speelde hij in Louis Moholo's Viva La Black en in 1990 in Chris McGregor's Brotherhood of Breath. Tijdens de jaren 1990 trad hij niet alleen met zijn eigen band op, maar ook in projecten van Iain Ballamy, maar ook met Maceo Parker, Bheki Mseleku, Us3 en Graham Haynes. Hij bouwt op de concepten van M-Base en staat hij ook open tegenover de acid jazz. In 1992 bracht hij zijn tweede album Rhyme Time uit, gevolgd door Journey to Truth in 1994, met Cassandra Wilson.

## Discografie
- 1989: A Waltz for Grace (met Abbey Lincoln)
- 1991: Rhyme Time (met Cassandra Wilson)
- 1995: Journey To Truth